# Compsoctena taprobana
Compsoctena taprobana är en fjärilsart som beskrevs av Walsingham 1887. Compsoctena taprobana ingår i släktet Compsoctena och familjen Eriocottidae. Inga underarter finns listade i Catalogue of Life.